# Villanueva de los Caballeros
Villanueva de los Caballeros é um município da Espanha na província de Valladolid, comunidade autónoma de Castela e Leão, de área 34,87 km² com população de 246 habitantes (2004) e densidade populacional de 7,05 hab/km².

## Demografia
| Variação demográfica do município entre 1991 e 2004 | Variação demográfica do município entre 1991 e 2004 | Variação demográfica do município entre 1991 e 2004 | Variação demográfica do município entre 1991 e 2004 |
| --------------------------------------------------- | --------------------------------------------------- | --------------------------------------------------- | --------------------------------------------------- |
| 1991                                                | 1996                                                | 2001                                                | 2004                                                |
| 326                                                 | 294                                                 | 249                                                 | 246                                                 |